# برت هارت
برت سرجینت هارت (به انگلیسی: Bret Sergeant Hart) کشتی‌گیر حرفه‌ای کانادایی است که با عنوان برت'هیتمن'هارت (به انگلیسی: Bret "The Hitman" Hart) مشهور است وی همچنین کشتی‌گیر زمان نیو جنریشن نیز می‌باشد برت هارت برنده یک رویال رامبل، برنده دو کینگ آو د رینگ، دو بار برنده دبلیودبلیوئی قهرمانی بین قاره‌ای، یک بار برنده کمربند دبلیودبلیوئی قهرمانی جهان و پنج بار برنده کمربند دبلیودبلیواف قهرمانی جهان می‌باشد. برت هارت همچنین برنده جایزه بهترین مسابقه سال در ۱۹۹۷ در رقابت با استیو آستین شد.
وی همچنین سابقه درگیری استیو آستین را دارد. او عموی ناتالیا می‌باشد. نام وی در سال ۲۰۱۹ وارد تالار مشاهیر دبلیودبلیوای شد.

## زندگی شخصی
هارت در ۸ ژوئیه ۱۹۸۲ با جولی اسمادو (متولد ۲۵ مارس ۱۹۶۰) ازدواج کرد. آنها چهار فرزند دارند: جید میشل هارت (متولد ۳۱ مارس ۱۹۸۳). دالاس جفری هارت (متولد ۱۱ اوت ۱۹۸۴)؛ الکساندرا سابینا هارت (متولد ۱۷ مه ۱۹۸۸)، با نام مستعار «لوبیا»؛ و بلید کلتون هارت (متولد ۵ ژوئن ۱۹۹۸). چهار قلب واقع در ران راست جوراب شلواری او نماد فرزندان او هستند، همان‌طور که چهار نقطه بعد از امضای او نیز وجود دارد. [  خواهر جولی، میشل، از سال ۱۹۸۲ تا ۱۹۹۱ با تام بیلینگتون ازدواج کرد .سرانجام در ۲۴ ژوئن ۲۰۰۱، درست چند ساعت قبل از اینکه هارت دچار سکته مغزی شود، طلاق گرفتند.  هارت در ۱۵ سپتامبر ۲۰۰۴ با یک زن ایتالیایی به نام سینز ازدواج کرد، اما آنها در سال ۲۰۰۷ پس از عدم توافق در مورد محل زندگی خود طلاق گرفتند.او در سال ۲۰۱۰ با استفانی واشینگتن، یک زن آفریقایی-آمریکایی که چندین دهه از او کوچکتر بود، ازدواج کرد. اگرچه فرزندان او در ابتدا نسبت به نامادری جدید خود محتاط بودند، اما از آن زمان به بعد او را در آغوش گرفتند زیرا متوجه شدند که با وجود تفاوت‌های سنی و نژادی، عشق بین او و پدرشان عمیق و واقعی است.هارت از طریق دخترانش جید و الکساندرا یک نوه به نام کایرا بینز (متولد ژوئن ۲۰۱۰) و دو نوه به نام‌های گریسون نایت کسیدی (متولد ۲۰ ژوئن ۲۰۱۵) و بو (متولد آوریل ۲۰۱۶) دارد.  در سال ۲۰۱۹، دالاس پسر هارت صاحب یک دختر به نام وایلت لوئیز هارت شد.